# Ульссон, Билли
Билли Рогер Ульссон (швед. Billy Roger Ohlsson; род. 13 января 1954, Стокгольм) — шведский футболист и тренер, нападающий известный по выступлениям за клуб «Хаммарбю» и Сборную Швеции. 

## Клубная карьера
Ульссон — воспитанник клубов «Багармоссенс» и «Хаммарбю». В 1972 году в матче против «Юргордена» он дебютировал в Алсвенскан лиге за основной состав последних в возрасте 17 лет. В этом же поединке Билли забил свой первый гол за «Хаммарбю». В 1979 году Ульссон перешёл в билефельдскую «Арминию». 10 марта в матче против мюнхенской «Баварии» он дебютировал в немецкой Бундеслиге. 5 апреля в поединке против «Кайзерслаутерна» Билли забил свой первый гол за «Арминию». В 1980 году Ульссон вернулся в «Хаммарбю». В том же году он забил 19 мячей и стал лучшим бомбардиром чемпионата. В 1984 году Билли с 14-ю мячами вновь забил больше всех. В 1986 году Ульссон покинул «Хаммарбю» и выступал за команды «Содеталье» и «Худдинге». В 1988 году он завершил карьеру футболиста.

## Международная карьера
4 октября 1978 года в отборочном матче чемпионата Европы 1980 против сборной Чехословакии Ульссон дебютировал за сборную Швеции. 5 сентября 1979 года в товарищеском матче против сборной Дании Билли забил свой первый гол за национальную команду.

## Тренерская карьера
В 1989 году Ульссон был приглашен на должность главного тренера клуба «Сюрианска», который тренировал на протяжении трёх сезонов. Он также тренировал женский состав «Хаммарбю».

## Достижения
Индивидуальные
- Лучший бомбардир Аллсвенскан (2): 1980 (19 мячей), 1984 (14 мячей)